# Lincoln Grand Prix
Le Lincoln Grand Prix est une course cycliste britannique disputée chaque année au mois de mai à Lincoln, en Angleterre. Créée en 1956, il s'agit de l'une des plus anciennes compétitions cyclistes du pays. Elle fait partie du calendrier national britannique. 
Dénommée Witham Valley Grand Prix à sa création, elle prend son appellation actuelle en 1968,. 
Le Grand Prix est formé par un circuit emprunté à treize tours qui traverse divers quartiers historiques de Lincoln. Depuis 1984, il est connu pour sa montée pavée « Michaelgate », longue de 300 mètres et dotée d'une pente à 12 % de moyenne. 
L'édition 2020 est annulée en raison du contexte sanitaire lié à la pandémie de Covid-19. En 2015 et 2021, la course sert de parcours pour les championnats de Grande-Bretagne sur route. 

## Palmarès

### Hommes
| Année                    | Vainqueur                                 | Deuxième                                  | Troisième                                 |
| ------------------------ | ----------------------------------------- | ----------------------------------------- | ----------------------------------------- |
| Witham Valley Grand Prix |                                           |                                           |                                           |
| 1956                     | Bob Eastwood                              | Tony Hewson (en)                          | Neville Crane                             |
| 1957                     | Ron Coe (en)                              | Dave Bedwell (en)                         | Syd Wilson                                |
| 1958                     | Ron Coe (en)                              | Dave Bedwell (en)                         | Richard Bartrop                           |
| 1959                     | Ron Coe (en)                              | Bill Bradley                              | Harold Reynolds (en)                      |
| 1960                     | John Perks                                | Brian Trippett                            | Derek Holmes                              |
| 1961                     | John Perks                                | Ken Hill                                  | Dave Bedwell (en)                         |
| 1962                     | Jim Grieves                               | Owen Davis                                | Alan Linforth                             |
| 1963                     | Albert Hitchen (en)                       | Bernard Burns                             | Stan Brittain                             |
| 1964                     | Albert Hitchen (en)                       | Derek Harrison (en)                       | Arthur Durham                             |
| 1965                     | Arthur Durham                             | Doug Dailey (en)                          | Roger Claridge                            |
| 1966                     | John Clarey                               | Brian Rourke                              | Owen Davis                                |
| 1967                     | Des Thomson (en)                          | Charlie Callam                            | Roger Hobby                               |
| Lincoln Grand Prix       |                                           |                                           |                                           |
| 1968                     | Doug Dailey (en)                          | Les West (en)                             | Graham Owen                               |
| 1969                     | Peter Smith (en)                          | Malcolm Foster                            | Ian Hallam                                |
| 1970                     | Tom Mullins                               | Tony Gornall                              | Ian Hallam                                |
| 1971                     | Dave Allen                                | Howard Walmsley                           | Paul Newbury                              |
| 1972                     | Phil Edwards                              | Phil Bayton (en)                          | Alan Clarke                               |
| 1973                     | Dave Vose                                 | John Clewarth (en)                        | Peter Watson (en)                         |
| 1974                     | Steve Heffernan (en)                      | John Patston                              | Ian Hallam                                |
| 1975                     | Tony Gornall                              | John Kenworthy                            | Dave Broadbent                            |
| 1976                     | Bill Nickson (en)                         | Joe Waugh (en)                            | Steve Lawrence (en)                       |
| 1977                     | Dave Cuming                               | Steve Lawrence (en)                       | Phil Griffiths                            |
| 1978                     | Steve Lawrence (en)                       | Bobby Melrose                             | Bob Downs (en)                            |
| 1979                     | Geoff Taylor                              | Dave Grindley                             | Steve Joughin (en)                        |
| 1980                     | Steve Joughin (en)                        | Joe Waugh (en)                            | Mick Davies                               |
| 1981                     | Phil Thomas                               | Mark Bell (en)                            | Joe Waugh (en)                            |
| 1982                     | Mark Bell (en)                            | Bob Downs (en)                            | Joe Cavanagh                              |
| 1983                     | Malcolm Elliott                           | Mick Davies                               | Dave Lloyd (en)                           |
| 1984                     | Neil Martin (en)                          | Chris Whorton                             | Peter Sanders (en)                        |
| 1985                     | Darryl Webster (en)                       | Peter Sanders (en)                        | Peter Longbottom (en)                     |
| 1986                     | Paul Curran (en)                          | Stuart Coles                              | Darryl Webster (en)                       |
| 1987                     | Paul Curran (en)                          | Darryl Webster (en)                       | Stuart Coles                              |
| 1988                     | Paul Curran (en)                          | Mark Gornall (en)                         | Ben Luckwell (en)                         |
| 1989                     | Mark Gornall (en)                         | Ben Luckwell (en)                         | Nigel Bishop                              |
| 1990                     | Brian Smith                               | Peter Longbottom (en)                     | Norman Dunn                               |
| 1991                     | Paul Curran (en)                          | David Spencer (en)                        | Mark Gornall (en)                         |
| 1992                     | John Charlesworth                         | John Tanner (en)                          | Mark McKay                                |
| 1993                     | Keith Reynolds                            | Timothy Hall                              | Shane Sutton                              |
| 1994                     | Chris Walker (en)                         | John Tanner (en)                          | Roger Hammond                             |
| 1995                     | Mark Walsham                              | Chris Newton                              | Roger Hammond                             |
| 1996                     | Kevin Dawson                              | John Tanner (en)                          | Joe Bayfield                              |
| 1997                     | John Tanner (en)                          | Chris Walker (en)                         | Simeon Hempsall (en)                      |
| 1998                     | Chris Lillywhite (en)                     | Chris Newton                              | Matt Beckett (en)                         |
| 1999                     | Saulius Ruškys                            | John Tanner (en)                          | Ciarán Power                              |
| 2000                     | Chris Newton                              | John Tanner (en)                          | Paul Manning                              |
| 2001                     | John Tanner (en)                          | Julian Winn                               | Matthew Stephens                          |
| 2002                     | Huw Pritchard (en)                        | Bradley Wiggins                           | Paul-William Redenbach                    |
| 2003                     | Mark Lovatt (en)                          | Gordon McCauley                           | Malcolm Elliott                           |
| 2004                     | David O'Loughlin                          | Robin Sharman (en)                        | Malcolm Elliott                           |
| 2005                     | Russell Downing                           | Dean Downing                              | Malcolm Elliott                           |
| 2006                     | Kristian House                            | Paul Healion                              | Matt Talbot                               |
| 2007                     | Dean Downing                              | Gordon McCauley                           | Russell Downing                           |
| 2008                     | Russell Downing                           | Dean Downing                              | Simon Richardson                          |
| 2009                     | Russell Downing                           | Ian Wilkinson                             | Chris Newton                              |
| 2010                     | Chris Newton                              | Philip Lavery                             | Simon Richardson                          |
| 2011                     | Scott Thwaites                            | Ian Bibby                                 | Jonathan McEvoy                           |
| 2012                     | Russell Downing                           | Marcin Białobłocki                        | Kristian House                            |
| 2013                     | Peter Kennaugh                            | Marcin Białobłocki                        | Lachlan Norris                            |
| 2014                     | Yanto Barker                              | Mike Northey                              | Marcin Białobłocki                        |
| 2015                     | Support du championnat de Grande-Bretagne | Support du championnat de Grande-Bretagne | Support du championnat de Grande-Bretagne |
| 2016                     | Thomas Stewart                            | Russell Downing                           | Ian Bibby                                 |
| 2017                     | Ian Bibby                                 | Rory Townsend                             | Matthew Holmes                            |
| 2018                     | Alexandar Richardson                      | Andrew Tennant                            | Alistair Slater                           |
| 2019                     | Tom Stewart                               | Tom Pidcock                               | Andrew Tennant                            |
| 2020                     | annulé                                    | annulé                                    | annulé                                    |
| 2021                     | Support du championnat de Grande-Bretagne | Support du championnat de Grande-Bretagne | Support du championnat de Grande-Bretagne |
| 2022                     | Luke Lamperti                             | Benjamin Perry                            | Finn Crockett                             |
| 2023                     | Alexandar Richardson                      |                                           |                                           |
| 2024                     | Matthew Holmes                            |                                           |                                           |
| 2025                     | James McKay                               | Alex Peters                               | Alexandre Mayer                           |

### Femmes
| Année | Vainqueur                                 | Deuxième                                  | Troisième                                 |
| ----- | ----------------------------------------- | ----------------------------------------- | ----------------------------------------- |
| 2015  | Elizabeth Deignan                         | Alice Barnes                              | Laura Trott                               |
| 2016  | Alice Barnes                              | Rebecca Durrell                           | Laura Massey (en)                         |
| 2017  | Alice Barnes                              | Emily Nelson                              | Lydia Boylan                              |
| 2018  | Rebecca Durrell                           | Anna Henderson                            | Nicola Juniper                            |
| 2019  | Rebecca Durrell                           | Jessica Roberts                           | Joscelin Lowden                           |
| 2020  | annulé                                    | annulé                                    | annulé                                    |
| 2021  | Support du championnat de Grande-Bretagne | Support du championnat de Grande-Bretagne | Support du championnat de Grande-Bretagne |
| 2022  | Becky Storrie                             | Alice McWilliam                           | Jessie Carridge                           |
| 2023  | Robyn Clay                                | Charlotte Hodgkins-Byrne                  | Sammie Stuart                             |
| 2024  | Kate Richardson                           | Cat Ferguson                              | Imogen Wolff                              |
| 2025  | Lauren Dickson                            | Anna Morris                               | Grace Lister                              |